# Ahmad ibn Arabschah
Ahmad ibn Arabschah (arabisch أحمد بن محمد بن عربشاه, DMG Aḥmad ibn Muḥammad ibn ʿArabšāh; * 1389; † 1450) war ein syrischer Historiker und Übersetzer. Er verfasste ein in arabischer Reimprosa geschriebenes Werk Aǧāʾib al-maqdūr fī nawāʾib Tīmūr („Die Wunder des Schicksals in der Geschichte von Timur“) über den mongolischen Eroberer Tamerlan (Timur Lang), das von Sanders ins Englische übersetzt wurde. Weil er diesem Herrscher gegenüber sehr kritisch eingestellt war, zeichnet sein Werk ein Bild von ihm, das weit näher an der Wahrheit liegt, als das anderer Biographen.

## Werke
- Tamerlane or Timur the Great Amir, translated by J. H. Sanders. London: Luzac & Co. 1936.

| Personendaten    | Personendaten                                                                   |
| ---------------- | ------------------------------------------------------------------------------- |
| NAME             | Arabschah, Ahmad ibn                                                            |
| ALTERNATIVNAMEN  | أحمد بن محمد بن عربشاه (wirklicher Name); Aḥmad ibn Muḥammad ibn ʿArabšāh (DMG) |
| KURZBESCHREIBUNG | syrischer Historiker und Übersetzer                                             |
| GEBURTSDATUM     | 1389                                                                            |
| STERBEDATUM      | 1450                                                                            |